# Zsana
Zsana – wieś i gmina w południowej części Węgier, w pobliżu miasta Kiskunhalas.
Miejscowość leży na obszarze Wielkiej Niziny Węgierskiej, w komitacie Bács-Kiskun, w powiecie Kiskunhalas. Gmina Zsana liczy 875 mieszkańców (2009) i zajmuje obszar 87,94 km².